# Leuvrigny
Leuvrigny és un municipi francès, situat al departament del Marne i a la regió del Gran Est. L'any 2007 tenia 324 habitants.

## Demografia

### Població
El 2007 la població de fet de Leuvrigny era de 324 persones. Hi havia 130 famílies, de les quals 28 eren unipersonals (16 homes vivint sols i 12 dones vivint soles), 41 parelles sense fills, 45 parelles amb fills i 16 famílies monoparentals amb fills.
La població ha evolucionat segons el següent gràfic:
Habitants censats

### Habitatges
El 2007 hi havia 167 habitatges, 134 eren l'habitatge principal de la família, 13 eren segones residències i 20 estaven desocupats. Tots els 167 habitatges eren cases. Dels 134 habitatges principals, 115 estaven ocupats pels seus propietaris i 19 estaven llogats i ocupats pels llogaters; 3 tenien dues cambres, 14 en tenien tres, 26 en tenien quatre i 90 en tenien cinc o més. 107 habitatges disposaven pel capbaix d'una plaça de pàrquing. A 55 habitatges hi havia un automòbil i a 68 n'hi havia dos o més.

### Piràmide de població
La piràmide de població per edats i sexe el 2009 era:
| Homes | Edats   | Dones |
| ----- | ------- | ----- |
| 0     | 95 o +  | 0     |
| 0     | 90 a 94 | 0     |
| 0     | 85 a 89 | 8     |
| 0     | 80 a 84 | 0     |
| 0     | 75 a 79 | 8     |
| 12    | 70 a 74 | 4     |
| 4     | 65 a 69 | 4     |
| 8     | 60 a 64 | 16    |
| 12    | 55 a 59 | 4     |
| 16    | 50 a 54 | 12    |
| 4     | 45 a 49 | 12    |
| 4     | 40 a 44 | 4     |
| 12    | 35 a 39 | 12    |
| 16    | 30 a 34 | 16    |
| 16    | 25 a 29 | 8     |
| 4     | 20 a 24 | 12    |
| 8     | 15 a 19 | 16    |
| 8     | 10 a 14 | 16    |
| 4     | 5 a 9   | 16    |
| 16    | 0 a 4   | 8     |

## Economia
El 2007 la població en edat de treballar era de 207 persones, 160 eren actives i 47 eren inactives. De les 160 persones actives 151 estaven ocupades (80 homes i 71 dones) i 9 estaven aturades (5 homes i 4 dones). De les 47 persones inactives 20 estaven jubilades, 19 estaven estudiant i 8 estaven classificades com a «altres inactius».

### Ingressos
El 2009 a Leuvrigny hi havia 129 unitats fiscals que integraven 320 persones, la mediana anual d'ingressos fiscals per persona era de 22.988 €.

### Activitats econòmiques
Dels 16 establiments que hi havia el 2007, 3 eren d'empreses alimentàries, 4 d'empreses de construcció, 4 d'empreses de comerç i reparació d'automòbils, 3 d'empreses de serveis i 2 d'empreses classificades com a «altres activitats de serveis».
Dels 3 establiments de servei als particulars que hi havia el 2009, 1 era un paleta, 1 electricista i 1 perruqueria.
Dels 2 establiments comercials que hi havia el 2009, 1 era una fleca i 1 una sabateria.
L'any 2000 a Leuvrigny hi havia 44 explotacions agrícoles que ocupaven un total de 216 hectàrees.

## Equipaments sanitaris i escolars
El 2009 hi havia una escola elemental integrada dins d'un grup escolar amb les comunes properes formant una escola dispersa.

## Poblacions més properes
El següent diagrama mostra les poblacions més properes.